# British Academy of Film and Television Arts/Ehrenpreis

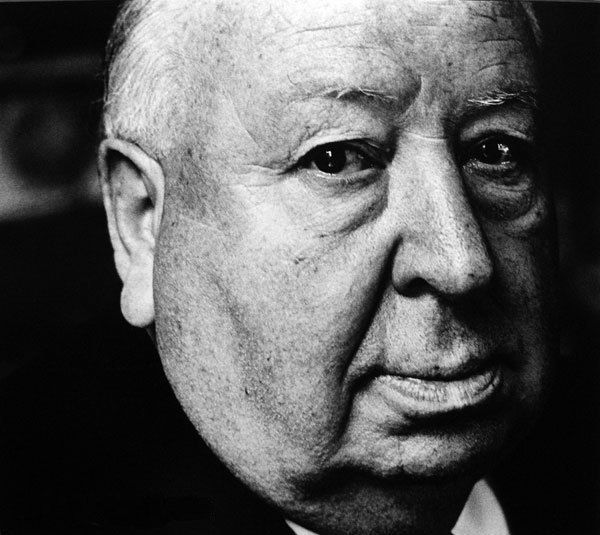
Der fünfmal für den Oscar nominierte Filmregisseur Alfred Hitchcock war erster Preisträger der Academy Fellowship

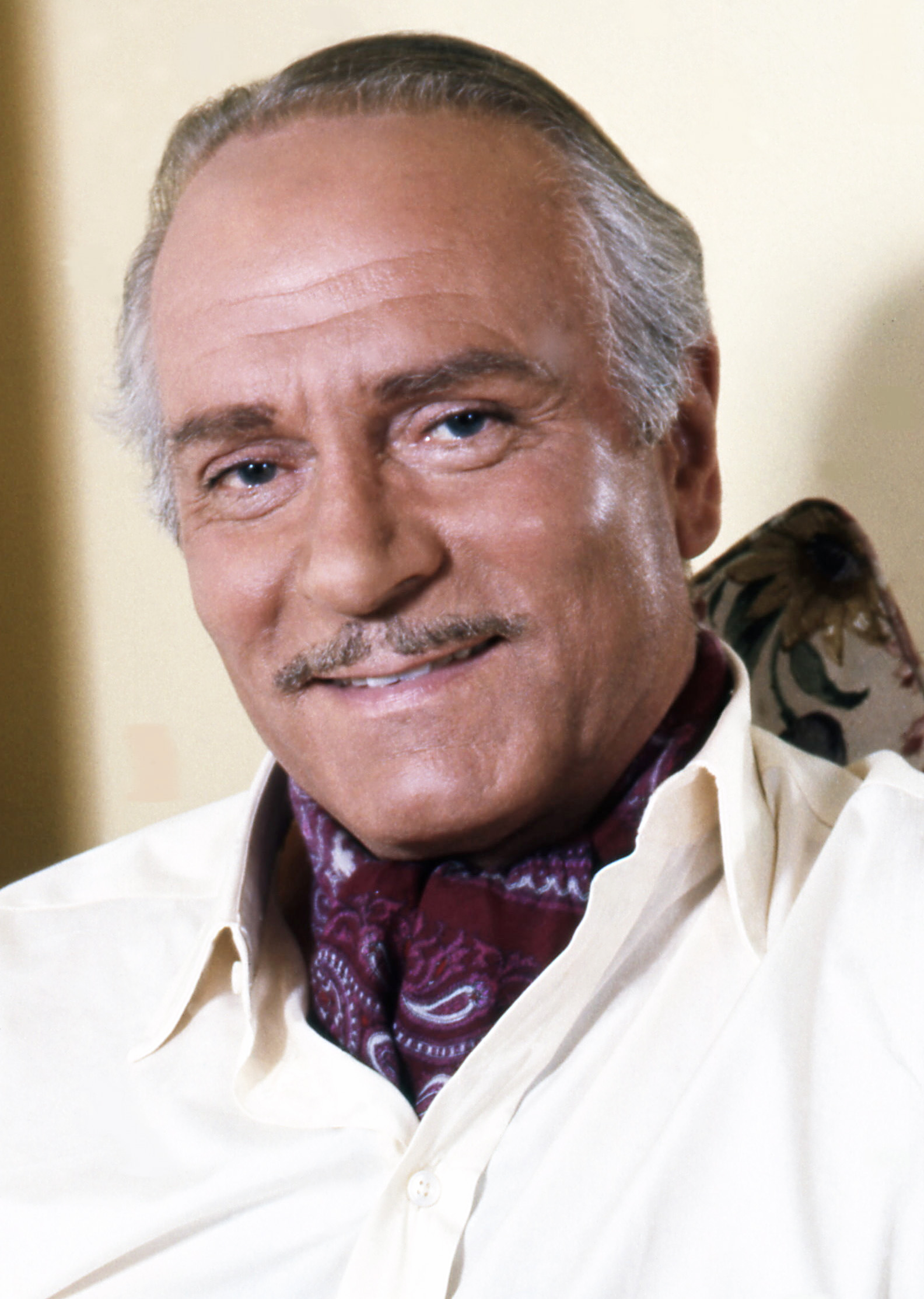
Laurence Olivier, Preisträger des Jahres 1976

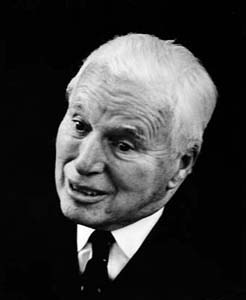
Ebenfalls 1976 ausgezeichnet: Charles Chaplin

British Academy of Film and Television Arts (BAFTA): Ehrenpreis (Academy Fellowship)
Gewinner des Ehrenpreises (Academy Fellowship, dt.: „Akademie-Mitgliedschaft“) der seit 1971 jährlich von der BAFTA vergeben wird. Es handelt sich um die bedeutendste Auszeichnung, die die Britische Film- und Fernsehakademie vergibt. Geehrt werden i. d. R. Einzelpersonen, die herausragende und besondere Verdienste auf den Gebieten des Kinos, Fernsehens oder der Computerspiele-Entwicklung erworben haben. War die Auszeichnung bis 1997 auf der gemeinsam veranstalteten Film- und Fernsehpreisverleihung (BAFTA Awards) vergeben worden, wird diese mittlerweile getrennt im Rahmen der British Academy Film Awards (Kino) und der British Academy Television Awards (Fernsehen) verliehen. Seit 2007 werden auch Computerspiele-Entwickler im Rahmen der British Academy Video Games Awards geehrt. Die Preisträger aus allen drei Sparten erhalten als Trophäe eine BAFTA-Maske. Eine postume Ehrung wurde im Jahr 2000 dem US-amerikanischen Filmregisseur Stanley Kubrick zuteil.
Bei den British Academy Film Awards liegt die Vergabe des Ehrenpreises im Ermessen des Filmkomitees. Die Academy Fellowship kann im Gegensatz zu den regulären Filmkategorien nicht durch die BAFTA-Mitglieder abgestimmt werden. Ähnlich strenge Vergaberichtlinien liegen bei den British Academy Television Awards vor.

## 1970er Jahre
| Jahr | Preisträger          | Künstlerisches Schaffen                                           | Land           |
| ---- | -------------------- | ----------------------------------------------------------------- | -------------- |
| 1971 | Alfred Hitchcock     | Regisseur und Filmproduzent                                       | Großbritannien |
| 1972 | Freddie Young        | Kameramann                                                        | Großbritannien |
| 1973 | Grace Wyndham Goldie | Fernsehproduzentin                                                | Großbritannien |
| 1974 | David Lean           | Regisseur, Filmproduzent und Drehbuchautor                        | Großbritannien |
| 1975 | Jacques Cousteau     | Meeresforscher, Autor und Filmproduzent                           | Frankreich     |
| 1976 | Charles Chaplin      | Schauspieler, Regisseur, Komponist und Filmproduzent              | Großbritannien |
| 1976 | Laurence Olivier     | Schauspieler, Filmregisseur und -produzent                        | Großbritannien |
| 1977 | Denis Forman         | Regisseur und Vorsitzender des British Film Institute (1971–1973) | Großbritannien |
| 1978 | Fred Zinnemann       | Regisseur und Filmproduzent                                       | Österreich/USA |
| 1979 | Lew Grade            | Fernseh- und Filmproduzent                                        | Großbritannien |
| 1979 | Huw Wheldon          | Fernsehproduzent                                                  | Großbritannien |

## 1980er Jahre

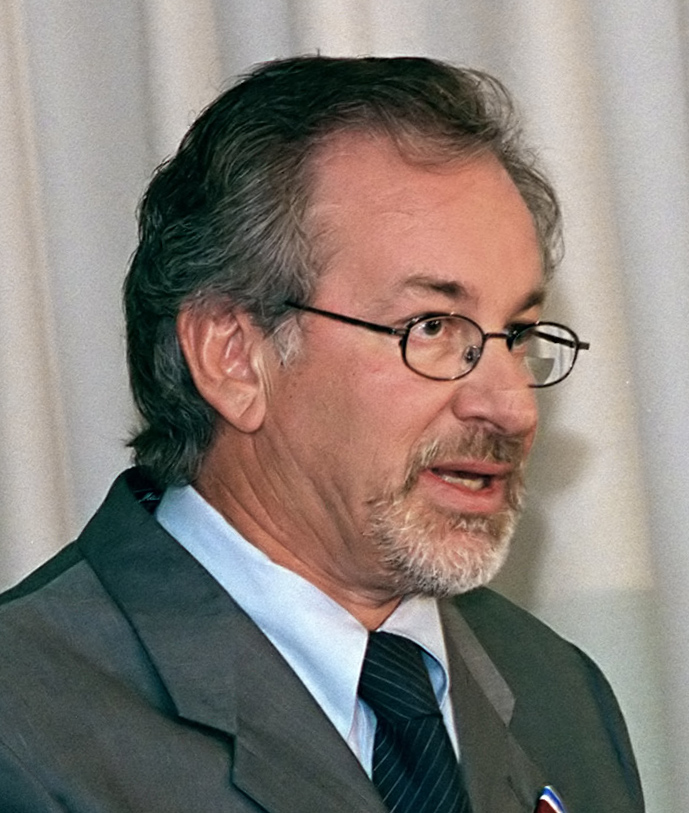
1986 geehrt: Steven Spielberg

Alec Guinness, Preisträger des Jahres 1989

| Jahr | Preisträger          | Künstlerisches Schaffen                       | Land           |
| ---- | -------------------- | --------------------------------------------- | -------------- |
| 1980 | David Attenborough   | Tierfilmer und Naturforscher                  | Großbritannien |
| 1980 | John Huston          | Filmregisseur, Drehbuchautor und Schauspieler | USA            |
| 1981 | Abel Gance           | Filmregisseur und -produzent                  | Frankreich     |
| 1981 | Michael Powell       | Filmregisseur, -produzent und Drehbuchautor   | Großbritannien |
| 1981 | Emeric Pressburger   | Filmregisseur, -produzent und Drehbuchautor   | Großbritannien |
| 1982 | Andrzej Wajda        | Filmregisseur                                 | Polen          |
| 1983 | Richard Attenborough | Schauspieler, Filmregisseur und -produzent    | Großbritannien |
| 1984 | Hugh Greene          | Journalist und Fernsehdirektor                | Großbritannien |
| 1984 | Sam Spiegel          | Filmproduzent                                 | Österreich/USA |
| 1985 | Jeremy Isaacs        | Fernsehproduzent und -direktor                | Großbritannien |
| 1986 | Steven Spielberg     | Filmregisseur, -produzent und Drehbuchautor   | USA            |
| 1987 | Federico Fellini     | Filmregisseur                                 | Italien        |
| 1988 | Ingmar Bergman       | Filmregisseur, -produzent und Drehbuchautor   | Schweden       |
| 1989 | Alec Guinness        | Schauspieler                                  | Großbritannien |

## 1990er Jahre

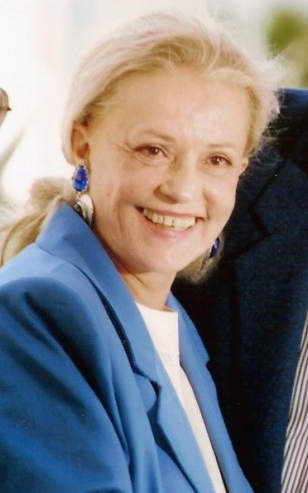
1996 geehrt: Jeanne Moreau

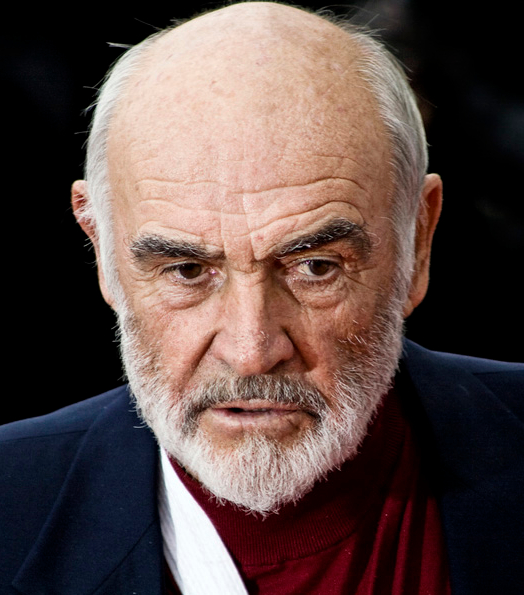
Sean Connery wurde 1998 ausgezeichnet

| Jahr | Preisträger               | Künstlerisches Schaffen                                                 | Land               |
| ---- | ------------------------- | ----------------------------------------------------------------------- | ------------------ |
| 1990 | Paul Fox                  | Fernsehdirektor                                                         | Großbritannien     |
| 1991 | Louis Malle               | Filmregisseur                                                           | Frankreich         |
| 1992 | John Gielgud              | Schauspieler                                                            | Großbritannien     |
| 1992 | David Plowright           | Fernsehdirektor und -produzent                                          | Großbritannien     |
| 1993 | Sydney Samuelson          | erster britischer Filmbeauftragter („Film Commissioner“)                | Großbritannien     |
| 1993 | Colin Young               | erster Direktor der National Film and Television School                 | USA                |
| 1994 | Michael Grade             | Rundfunkdirektor                                                        | Großbritannien     |
| 1995 | Billy Wilder              | Filmregisseur, -produzent und Drehbuchautor                             | Österreich/USA     |
| 1996 | Jeanne Moreau             | Schauspielerin, Drehbuchautorin und Regisseurin                         | Frankreich         |
| 1996 | Ronald Neame              | Kameramann, Drehbuchautor, Filmproduzent und -regisseur                 | Großbritannien     |
| 1996 | John Schlesinger          | Filmregisseur                                                           | Großbritannien     |
| 1996 | Maggie Smith              | Schauspielerin                                                          | Großbritannien     |
| 1997 | Woody Allen               | Filmregisseur, Drehbuchautor und Schauspieler                           | USA                |
| 1997 | Steven Bochco             | Fernsehproduzent und Drehbuchautor                                      | USA                |
| 1997 | Julie Christie            | Schauspielerin                                                          | Großbritannien     |
| 1997 | Oswald Morris             | Kameramann                                                              | USA                |
| 1997 | Harold Pinter             | Drehbuchautor                                                           | Großbritannien     |
| 1997 | David Rose                | Songwriter, Komponist und Arrangeur                                     | USA                |
| 1998 | Sean Connery              | Schauspieler                                                            | Großbritannien     |
| 1998 | Bill Cotton               | Fernsehproduzent und -direktor                                          | Großbritannien     |
| 1999 | Eric Morecambe Ernie Wise | Komiker und Schauspieler, Begründer des Komiker-Duos Morecambe and Wise | Großbritannien     |
| 1999 | Elizabeth Taylor          | Schauspielerin                                                          | Großbritannien/USA |

## 2000er Jahre

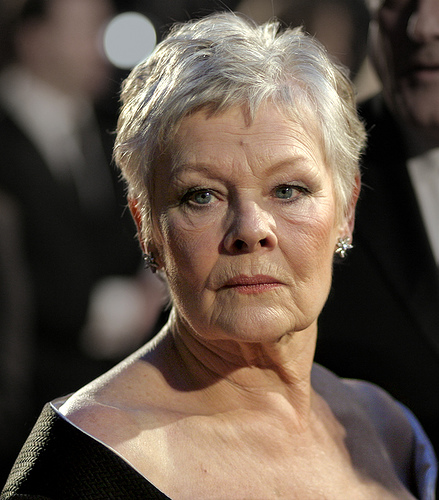
Preisträgerin des Jahres 2001: Judi Dench

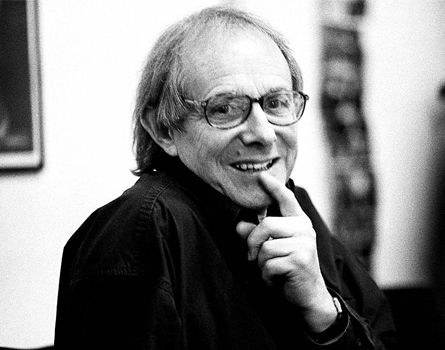
2006 geehrt: Ken Loach

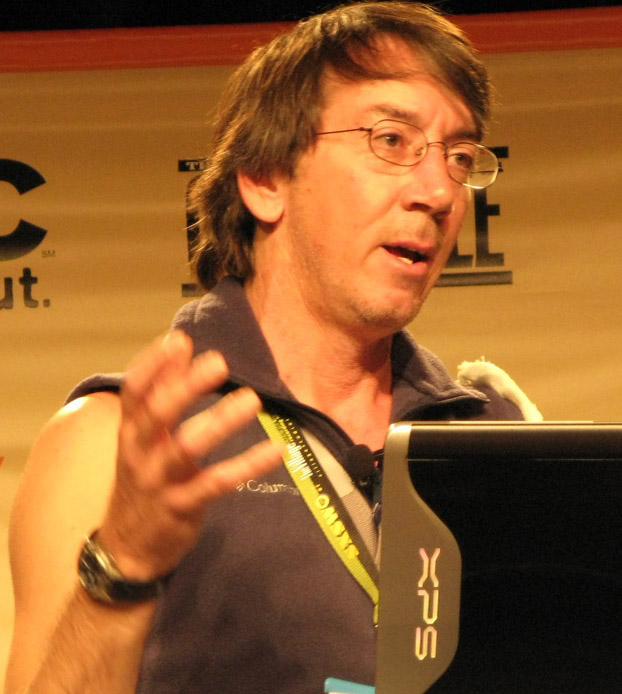
Will Wright war 2007 der erste Preisträger in der Sparte Computerspiele

| Jahr | Preisträger                   | Künstlerisches Schaffen                                                                     | Land               |
| ---- | ----------------------------- | ------------------------------------------------------------------------------------------- | ------------------ |
| 2000 | Michael Caine                 | Schauspieler                                                                                | Großbritannien     |
| 2000 | Stanley Kubrick*              | Filmregisseur, -produzent und Drehbuchautor                                                 | USA                |
| 2000 | Peter Bazalgette              | Medienexperte                                                                               | Großbritannien     |
| 2001 | Albert Finney                 | Schauspieler                                                                                | Großbritannien     |
| 2001 | John Thaw                     | Schauspieler                                                                                | Großbritannien     |
| 2001 | Judi Dench                    | Schauspielerin                                                                              | Großbritannien     |
| 2002 | Warren Beatty                 | Filmproduzent, Schauspieler, Autor und Regisseur                                            | USA                |
| 2002 | Merchant Ivory Productions    | Filmproduktionsfirma, gegründet von James Ivory und Ismail Merchant                         | Großbritannien     |
| 2002 | Andrew Davies                 | Drehbuchautor                                                                               | Großbritannien     |
| 2002 | John Mills                    | Schauspieler                                                                                | Großbritannien     |
| 2003 | Saul Zaentz                   | Filmproduzent                                                                               | USA                |
| 2003 | David Jason                   | Schauspieler                                                                                | Großbritannien     |
| 2004 | John Boorman                  | Filmregisseur                                                                               | Großbritannien     |
| 2004 | Roger Graef                   | Kriminologe und Filmemacher                                                                 | USA                |
| 2005 | John Barry                    | Filmkomponist                                                                               | Großbritannien     |
| 2005 | David Frost                   | Fernsehmoderator                                                                            | Großbritannien     |
| 2006 | David Puttnam                 | Filmproduzent                                                                               | Großbritannien     |
| 2006 | Ken Loach                     | Film- und Fernsehregisseur                                                                  | Großbritannien     |
| 2007 | Anne V. Coates                | Filmeditorin                                                                                | Großbritannien     |
| 2007 | Richard Curtis                | Drehbuchautor und Produzent                                                                 | Großbritannien     |
| 2007 | Will Wright                   | Computerspiele-Entwickler und Mitgründer der Firma Maxis                                    | Großbritannien     |
| 2008 | Anthony Hopkins               | Schauspieler                                                                                | Großbritannien     |
| 2008 | Bruce Forsyth                 | Fernsehentertainer                                                                          | Großbritannien     |
| 2009 | Terry Gilliam                 | Filmregisseur, Schauspieler und Drehbuchautor, Mitglied der Komikergruppe Monty Python      | USA/Großbritannien |
| 2009 | Nolan Bushnell                | Computerspiele-Entwickler und Gründer der Firma Atari                                       | USA                |
| 2009 | Dawn French Jennifer Saunders | Schauspielerinnen, Drehbuchautorinnen und Begründerinnen des Komiker-Duos French & Saunders | Großbritannien     |

* = Postume Ehrung

## 2010er Jahre

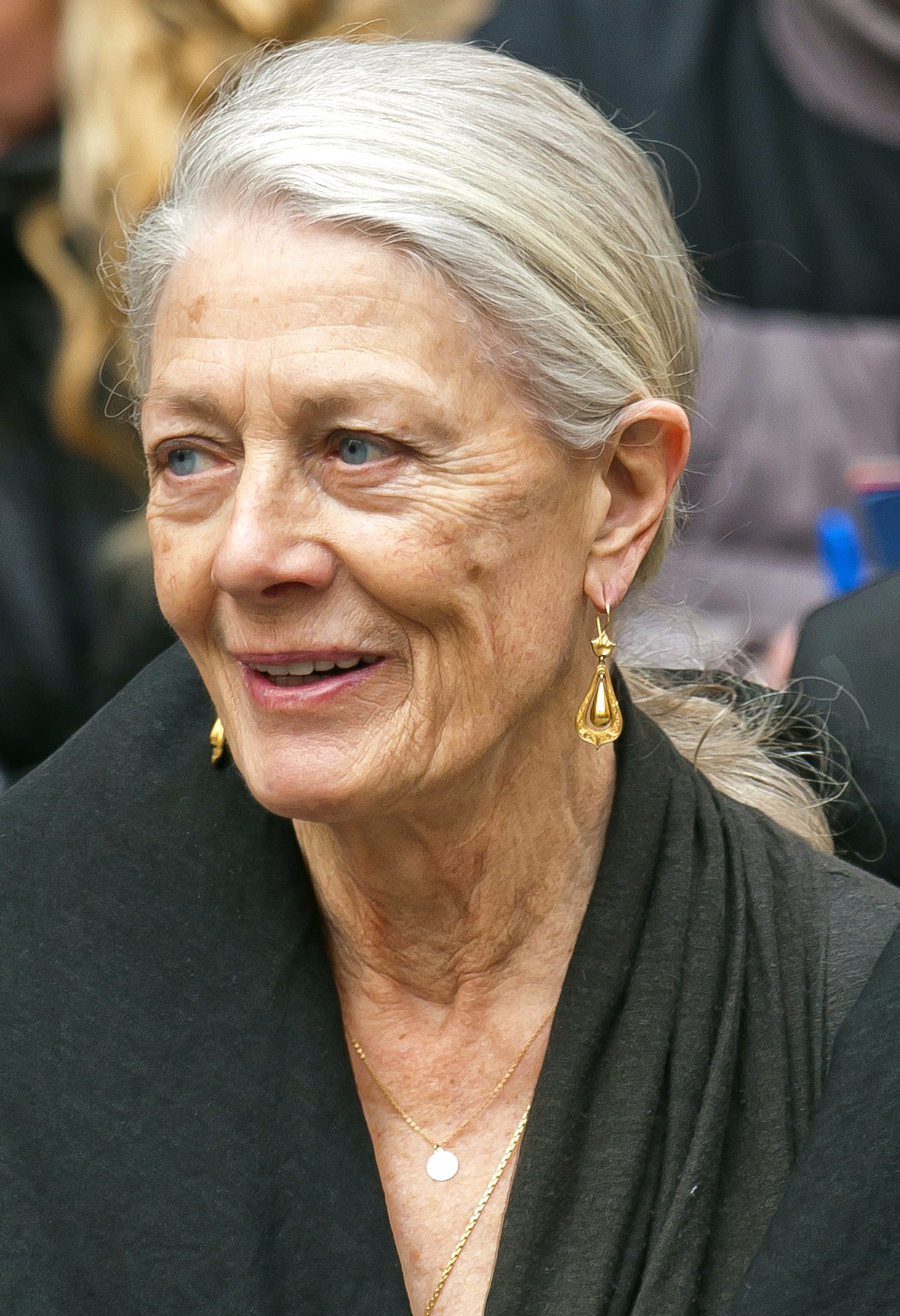
2010 geehrt: Vanessa Redgrave

| Jahr | Preisträger                                      | Künstlerisches Schaffen                                                        | Land                               |
| ---- | ------------------------------------------------ | ------------------------------------------------------------------------------ | ---------------------------------- |
| 2010 | Vanessa Redgrave                                 | Schauspielerin                                                                 | Großbritannien                     |
| 2010 | Shigeru Miyamoto                                 | Computerspielentwickler und Leiter der internen Spieleentwicklung von Nintendo | Japan                              |
| 2010 | Melvyn Bragg                                     | Drehbuchautor, Fernseh- und Rundfunkmoderator                                  | Großbritannien                     |
| 2011 | Christopher Lee                                  | Schauspieler                                                                   | Großbritannien                     |
| 2011 | Peter Molyneux                                   | Computerspielentwickler                                                        | Großbritannien                     |
| 2011 | Trevor McDonald                                  | Fernsehnachrichtensprecher und Journalist                                      | Großbritannien                     |
| 2012 | Martin Scorsese                                  | Filmregisseur                                                                  | Vereinigte Staaten                 |
| 2012 | Rolf Harris (Auszeichnung wurde 2014 widerrufen) | Fernsehmoderator, Musiker und Maler                                            | Australien                         |
| 2013 | Alan Parker                                      | Filmregisseur                                                                  | Großbritannien                     |
| 2013 | Gabe Newell                                      | Computerspielentwickler, Gründer und Leiter des Spieleherstellers Valve        | Vereinigte Staaten                 |
| 2013 | Michael Palin                                    | Schauspieler (Monty Python) und Fernsehmoderator                               | Großbritannien                     |
| 2014 | Helen Mirren                                     | Schauspielerin                                                                 | Großbritannien                     |
| 2014 | Julie Walters                                    | Schauspielerin                                                                 | Großbritannien                     |
| 2014 | Rockstar Games                                   | Computerspiel-Entwicklungsfirma                                                | Vereinigte Staaten, Großbritannien |
| 2015 | Mike Leigh                                       | Filmregisseur                                                                  | Großbritannien                     |
| 2016 | Sidney Poitier                                   | Schauspieler und Filmregisseur                                                 | Vereinigte Staaten                 |
| 2017 | Mel Brooks                                       | Filmregisseur, Schauspieler, Drehbuchautor und Produzent                       | Vereinigte Staaten                 |
| 2018 | Ridley Scott                                     | Filmregisseur und Produzent                                                    | Großbritannien                     |
| 2019 | Thelma Schoonmaker                               | Filmeditorin                                                                   | Vereinigte Staaten                 |

## 2020er Jahre
| Jahr | Preisträger      | Künstlerisches Schaffen                              | Land               |
| ---- | ---------------- | ---------------------------------------------------- | ------------------ |
| 2020 | Kathleen Kennedy | Filmproduzentin, Vorsitzende von Lucasfilm seit 2012 | Vereinigte Staaten |
| 2021 | Ang Lee          | Filmregisseur, Drehbuchautor und Produzent           | Taiwan             |
| 2022 | nicht vergeben   | nicht vergeben                                       | nicht vergeben     |